# گابریله لووه
گابریله لووه (آلمانی: Gabriele Löwe؛ زادهٔ ۱۲ دسامبر ۱۹۵۸) دونده زن اهل آلمان است.
وی در مسابقات کشوری و بین‌المللی در مجموع برندهٔ ۱ مدال نقره شده‌است.